# Оломоуц
Оломоуц (чеш. Olomouc) или Олмиц град је у Моравској, на истоку Чешке Републике и седиште истоименог Оломоуцког краја и округа Оломоуц. Град се налази на обалама реке Мораве и има 100.663 становника (2020).
Оломоуц је центар области Хана, а својевремено је био и главни град историјске чешке земље Моравске. Тај статус је одавно изгубио, али ипак је још у 19. веку био значајан војни и административни центар. Нпр. за време револуције 1848., аустријски двор се из Беча склонио у лојални Оломоуц, где је Франц Јозеф I и крунисан.

## Историја
Легенда говори да је град био основан у време Римског царства, мада археолошки налази из времена Римљана потврђују постојање само римског војног логора.
Године 1306. овде је убијен последњи владар из династије Пшемисловаца, Вацлав III Пшемисл, што је био преломан догађај који је означио крај владавине једине чешке аутохтоне краљевске династије.
У време Првог светског рата, власти Аустроугарске монархије су у овом месту основале концентрациони логор, у коме је утамничено хиљаде Срба (војника и цивила). Логораши су довођени највише са простора Шумадије, Подриња, Тимочке Крајине, Босне и Херцеговине...
Матија Корвин је баш у Оломоуцу крунисан за чешког краља.

## Становништво
| Година       |
| Становништво |
| ------------ |

## Знаменитости
Оломоуц је вероватно најлепши град Чешке Републике, после Прага. Свакако он после Прага има највеће очувано историјско градско језгро. Град је био и остао значајан пре свега као административно и културно средиште. Оломоуц има неколико великих тргова, међу којима се истиче Горњи трг са Стубом свете Тројице, високим 50 m и украшеним барокним скулптурама. Стуб је изграђен 1716–1754. Спада у УНЕСКО-уву листу културне баштине човечанства.
Најважнија црква је Катедрала Светог Вацлава, до које се налази Бискупска палата, романска грађевина из 12. века.
Од профаних грађевина најзначајнија је градска већница, изграђена у 15. веку, са готском капелом са једне стране. Њен торањ је висок 100 m и украшен астрономским сатом.
Стари универзитет је отворен 1573. и угашен 1860, поново отворен 1946. и назван Универзитет Палацког према Јану Палацком.
Оломоуц се поноси са својих 6 барокних фонтана. Фонтане су пребродиле много векова захваљујући брижљивој политици градских отаца. Док је већина европских градова уклањала фонтане када би увела водоводну мрежу, у Оломоуцу је одлучено да се оне задрже као предострожност у случају пожара. Фонтане су украшене мотивима из времена старог Рима.
На грбу Оломоуца се налази моравски орао, са словима SPQO, која значе Senatus PopulusQue Olomuciensis (латински Сенат и народ Оломоуца), што је алузија на чувену скраћеницу SPQR (Senatus Populusque Romanus – Сенат и народ римски) која представља Римско царство. У ствари, грб Оломоуца се од грба Моравске (ако занемаримо разлику у боји орловог језика, који је на грбу Оломоуца црвен а на грбу Моравске златан) разликује једино по овим словима, чиме је исказана претензија Оломоуца да буде главни град Моравске.

## Култура
- У Оломоуцу се налази Универзитет Палацког, други најстарији универзитет у Чешкој (после Карловог универзитета у Прагу) основан 1573.
- Моравско позориште
- Филхармонија

## Занимљивости у вези са Србијом
У Оломоуцу се налазило 1925. године српско војничко гробље, за пострадале Србе у рату. Следеће 1926. године подигнут је маузолеј, у коме су сахрањени сви српски војници умрли на подручју Моравске, за време Првог светског рата. Дуго година је нажалост био у јако лошем стању, али Град Оломоуц је завршио његову реконструкцију 2017. године.
У Оломоуцу је 1. маја 1807, рођен Франтишек Александр Зах, генерал српске армије и управник српске војне академије.
У Оломоуцу су боравили кнез Милош Обреновић, Ђорђе Стратимировић и Константин Богдановић, о чему сведочи спомен плоча на кући у једној од улица које излазе на главни градски трг.
Грађани Оломоуца током агресије НАТО пакта организовали су демонстрације у знак подршке Србији. Место окупљања било је управо код ове спомен плоче.
У једној од многобројних цркава у Оломоуцу, налази се фреска која је после ко зна колико времена поново откривена приликом реконструкције пре неколико година, Турци под Београдом.

## Партнерски градови
- Луцерн
- Печуј
- Волжски
- Онтони
- Нердлинген
- Оуенсборо
- Суботица
- Тампере
- Veenendaal
- Фиренца
- Treptow-Köpenick

## Познате личности у вези Оломоуца
- Gregor Mendel - отац модерне генетике
- Моцарт - више пута боравио у Оломоуцу
- Франц Јозеф I - крунисан у Оломоуцу
- Франтишек Александр Зах - српски генерал, рођен је у Оломоуцу.

## Галерија
- Стуб свете Тројице, под заштитом УНЕСКОа
- Катедрала св. Вацлава
- Моравско позориште
- Православна црква у Оломоуцу